# Max Graf
Max Graf, né le 1er octobre 1873 à Vienne, où il meurt le 24 juin 1958, était un journaliste, compositeur, critique musical et musicologue autrichien qui s'intéressa à la psychanalyse. Il est connu comme le père du « petit Hans » : il réalise l'analyse de son fils, Herbert Graf, atteint de phobie, sous le contrôle de Freud. Freud a publié ce cas dans les Cinq Psychanalyses.
Max Graf est membre de la Société psychologique du mercredi à partir de 1904, puis de la Société psychanalytique de Vienne dont il démissionne en 1913. Il quitte Vienne en 1909, s'installe à Paris, puis émigre aux États-Unis en 1938, il retourne en Autriche après la Seconde Guerre mondiale, et meurt à Vienne en 1958.
Dans L'atelier intérieur du musicien (1910), Graf étudie les rapports de la création musicale avec la sexualité.

## Écrits
- L'atelier intérieur du musicien, 1910, Buchet-Chastel/EPEL, 1999,  (ISBN 2908855453)
- Le cas Nietzsche-Wagner, Cahiers de l'Unebévue, traduit par François Dachet, Marc Dorner, Buchet/Chastel, 1999,  (ISBN 9782908855463)
- (en) From Beethoven to Shostakovich - The Psychology of the Composing Process, Coss Press, 2008,  (ISBN 9781443721639)
- (de) Richard Wagner im Fliegenden Holländer, Ein Beitrag zur Psychologie des künstlerischen Schaffens, 1911, Leipzig-Vienna: F. Deuticke
- (en) Reminiscences of Professor Sigmund Freud, 1942, Psychoanalytic Quarterly, 11, p. 465-476